# 마리아 표도로브나 (1847년)
마리아 표도로브나(러시아어: Mapия Фёдopoвна Романова, 1847년 11월 26일~1928년 10월 13일)는 덴마크의 공주이자 러시아 제국의 황후이다. 본명은 마리 조피 프레데리카 다우마(덴마크어: Marie Sophie Frederikke Dagmar), 애칭은 미니(Minnie) 또는 다우마(Dagmar)를 영어식으로 읽은 다그마르이다.이다. 결혼 전에는 덴마크의 다우마로 불렸으나 러시아 황실에 시집감과 동시에 마리아 표도로브나로 개명하였다. 1864년 러시아의 황태자인 니콜라이 대공과 약혼하였으나 대공이 1년 뒤 결핵으로 사망하자 동생 알렉산드르 대공과 결혼하여 황태자비가 되었다. 1881년 알렉산드르 2세가 폭탄 테러를 받고 사망하자 남편 알렉산드르 대공이 알렉산드르 3세로 즉위하여 황후가 되었다. 러시아의 마지막 황태후로도 불린다.
덴마크의 알렉산드라와 똑같이 생겼으며 외모가 아들에게 유전되어 아들 니콜라이 2세가 덴마크의 알렉산드라의 아들인 조지 5세와 똑같이 생겼다.

## 생애

### 유년기
1847년 덴마크의 코펜하겐에서 3남 3녀 중 차녀로 태어났다. 아버지는 덴마크 왕 크리스티안 9세, 어머니는 헤센카셀의 루이세이다.

### 약혼과 결혼

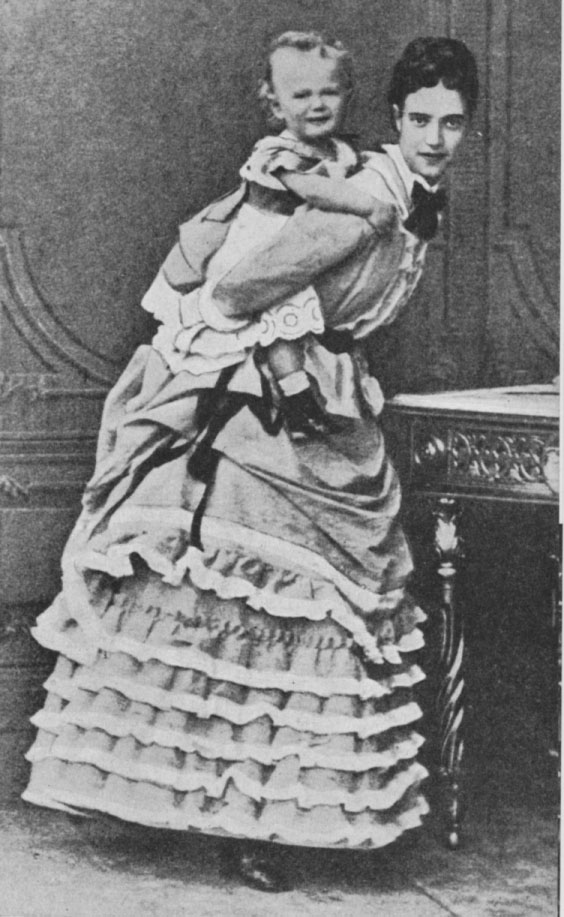
마리아 표도로브나와 그의 아들 니콜라이 2세

1863년 알렉산드라 공주가 영국의 에드워드 황태자와 결혼한 뒤인 1864년 러시아 황태자 니콜라이 대공과 약혼하였다. 그러나 이미 결핵을 앓고 있던 대공이 1년 만에 니스에서 사망하자 혼담은 깨졌고, 대공의 덴마크 방문 이래 그와 사랑에 빠져 있던 마리아 표도로브나는 비탄에 빠졌다. 그러나 약혼자를 잃은 슬픔을 잊기 위해 러시아 황실 가족들과 계속 접촉했던 마리아 표도로브나는 점차 그들과 친밀한 관계를 유지하게 되었고, 그녀와 결혼해 달라는 말을 남긴 형의 유언을 의식한 데다가 점차 그녀에게 호감을 느끼기 시작한 니콜라이 대공의 동생 알렉산드르 대공이 그녀에게 청혼하면서 마리아 표도로브나는 1866년 상트 페테르부르크의 겨울 궁전에서 결혼식을 올렸다. 황태자비가 됨과 동시에 러시아 정교로 개종한 마리아 표도로브나는 이름도 이전의 '다그마르'에서 '마리아 표도로브나'라는 러시아식 이름으로 개명하여 공식적으로는 '마리아 표도로브나 대공비'로 불리게 되었다. 뚱뚱한 몸매에 우락부락한 외모, 단순한 성격에 보수주의자였던 알렉산드르 대공은 전 약혼자인 니콜라이 대공과는 완전히 정반대의 인물이었으나 가정적이고 아내에게 친절하여 두 부부는 계속 다정한 관계를 유지하였다.

### 즉위

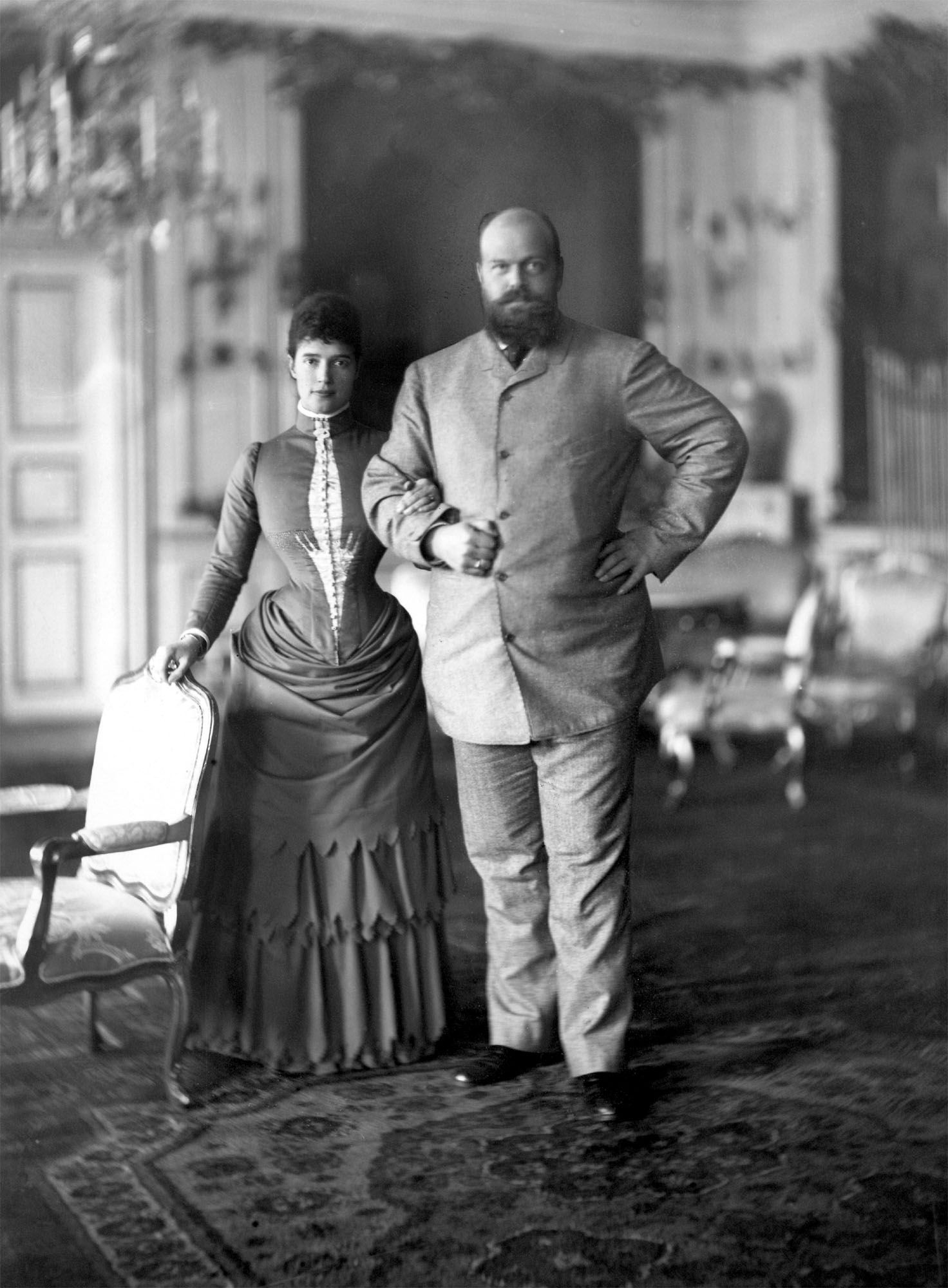
1893년의 마리아 표도로브나와 알렉산드르 3세

1881년 시아버지 알렉산드르 2세가 폭탄 테러의 희생자가 되자 알렉산드르 대공과 마리아 표도로브나는 차르와 차리나로 즉위하였고 1883년에 대관식을 치렀다. 아리따운 외모에 적극적으로 러시아어를 배우며 러시아인들을 이해하려 노력했던 마리아 표도로브나는 안팎으로 폭넓은 인기를 누렸으나 황실을 둘러싼 제국의 분위기는 좋지 않았다. 선대인 알렉산드르 2세의 시대까지도 중세기적인 농노 제도를 유지하고 있었을 뿐 아니라 잦은 농민 폭동과 군대의 낙후화 등으로 여타 유럽 국가들에 비해 놀라울 정도로 뒤떨어져 있던 제정 러시아는 반면에 사상적으로는 당시 선진적인 이론인 자유주의, 자본주의가 유럽으로부터 직접적으로 도입되면서 큰 혼란에 빠져 있었다. 총체적인 개혁에는 동의했으나 절대 왕정의 유지에 대해서는 양보가 없었던 차르들과 중앙 귀족들은 따라서 과격한 자유주의자들에게는 증오의 대상이었다. 원래부터 보수주의적인 사고방식을 가지고 있었던 데다가 아버지의 암살로 더욱 극단적인 보수주의자로 변신한 알렉산드르 3세는 항상 암살의 공포에 시달려야 했다. 알렉산드르 3세는 49세의 나이에 신장병으로 사망하였다.

### 황태후 시절
남편과의 관계가 몹시 좋았던 마리아 표도로브나는 급작스런 알렉산드르 3세의 죽음에 한동안 비탄에 빠져 상트 페테르부르크의 아니치코프 궁(Anichkov Palace)으로 물러나 조용히 생활했다. 그러나 매사 긍정적이었던 그녀는 이내 새 삶을 기쁘게 시작했고, 황태후가 된 뒤 자유주의자들과 자본주의자들의 타깃에서도 벗어나면서 정신적인 안정 또한 되찾았다. 그러나 며느리인 헤센의 알릭스와의 좋지 못한 관계로 가정 내의 불화는 끊이지 않았다. 원래 마리아 표도로브나와 알렉산드르 3세가 원한 며느리는 프랑스 오를레앙 가문의 공주였으나 헤센의 알릭스와 사랑에 빠진 니콜라이가 말을 듣지 않자 결국 결혼을 허락한 터였다. 성격상으로도 밝고 명랑하며 사교를 즐기는 마리아 표도로브나와 특유의 예민함과 다소 냉담한 성격의 알렉산드라는 서로 맞지 않았다. 특히 알렉산드라의 기묘한 신비주의 성향이나 그녀가 외할머니 빅토리아 여왕으로부터 물려받아 유일한 후계자인 손자 알렉세이에게 물려준 혈우병 인자, 거기에 한 술 더 뜬 그리고리 라스푸틴에 대한 열광적인 지지는 마리아 표도로브나를 몹시 실망시켰다. 알렉산드라 또한 마리아 표도로브나가 자신을 못마땅해하는 것을 알고 있었고, 시외가 덴마크 왕실이 쉴레스비그-홀스타인 전쟁으로 인해 친정 독일을 경멸하고 있는 사실을 역시 잘 알고 있었던 터라 고부 사이는 항상 냉랭하였다.

### 망명과 말년
1917년 결국 혁명이 터져 아들 니콜라이 2세가 퇴위한 뒤, 키예프(Kiev)에서 적십자 활동을 시작한 마리아 표도로브나는 1918년 다른 로마노프 일원들과 함께 머무르고 있던 크림반도에서 장남 일가의 몰살 소식을 전해들었다. 공황 상태에 빠진 그녀는 결코 그 사실을 믿으려 하지 않았고, 한창 러시아 혁명이 진행되는 극도로 위험한 와중에서도 절대 러시아 땅을 떠나려 하지 않았다. 그러나 결국 주변으로부터 설득당한 그녀는 언니이자 영국 황태후인 알렉산드라와 그녀의 아들 조지 5세가 보내준 군함 HMS 말버러(HMS Marlborough)를 타고 1919년 러시아를 떠나 영국에 머물렀고, 이후 고향 덴마크에 정착하여 1928년 사망하였다. 마리아 표도로브나는 마지막 유언으로 자신의 유해를 러시아에 보내 남편의 곁에 묻어달라고 하였으나 이 유언은 사후 78년 뒤인 2006년에서야 비로소 이루어졌다.

## 애나 앤더슨과 황태후
마리아 표도로브나는 평생 니콜라이 2세 일가가 처형당했다는 사실을 믿으려 하지 않았고 그들의 죽음을 상기시키는 말이나 행동을 질색하였다. 이러한 황태후의 믿음을 이용하여 이미 그녀의 생전부터 자신을 러시아 마지막 황제의 일가라고 주장하는 이들이 종종 나타났는데, 그중에서도 넷째 황녀인 아나스타샤 여대공을 사칭한 애나 앤더슨(Anna Anderson)은 몇몇 로마노프 일족조차 진짜 아나스타샤라고 믿었을 만큼 유명한 인물이었다. 그러나 수 차례에 걸친 애나 앤더슨의 알현 요청에도 불구하고 마리아 표도로브나는 절대 그녀를 만나주지 않았고 막내딸인 올가 여대공이 안나 앤더슨을 몰래 만난 뒤 그녀를 아나스타샤로 믿는 듯한 언행을 보이자 몹시 화를 냈을 정도로 그녀를 믿지 않았다고 한다.

## 자녀
| 사진 | 이름                           | 생일             | 사망              | 기타                                                                                                   |
| ---- | ------------------------------ | ---------------- | ----------------- | --- |
|      | 니콜라이 2세                   | 1868년 6월 18일  | 1918년 7월 17일   | 헤센의 알릭스와 결혼. 슬하 1남 4녀.                                                                    |
|      | 알렉산드르 알렉산드로비치 대공 | 1869년 6월 7일   | 1870년 5월 2일    | 뇌막염으로 사망.                                                                                       |
|      | 게오르기 알렉산드로비치 대공   | 1871년 5월 9일   | 1899년 7월 10일   | 결핵으로 사망.                                                                                         |
|      | 크세니야 알렉산드로브나 여대공 | 1875년 4월 6일   | 1960년 4월 20일   | 당숙 알렉산드르 미하일로비치 대공과 결혼. 슬하 6남 1녀.                                                |
|      | 미하일 알렉산드로비치 대공     | 1878년 11월 22일 | 1918년 6월 12일경 | 나탈리아 브라소바와 결혼. 슬하 1남.                                                                    |
|      | 올가 알렉산드로브나 여대공     | 1882년 6월 13일  | 1960년 11월 24일  | 올덴부르크의 피터 알렉산드로비치 공과 결혼 후 이혼. 자녀 없음. 니콜라이 쿨리코프스키와 결혼. 슬하 2남. |